# Быстринское муниципальное образование
Бы́стринское муниципальное образование — сельское поселение в составе 
Слюдянского района Иркутской области Российской Федерации.
Административный центр — деревня Быстрая.

## Границы
Согласно закону «О статусе и границах муниципальных образований Слюдянского района Иркутской области» 

…С севера Быстринское муниципальное образование граничит с Шелеховским и Усольским районами Иркутской области. Граница начинается от горы Камень Мойготы, идёт в северо-западном направлении до пересечения с р. Иркут, поворачивает в северо-восточном направлении на 2 км от реки, затем снова идёт в северо-западном направлении до соединения с границей Республики Бурятия. С запада граница муниципального образования примыкает к восточной границе Бурятии. На своём пути граница пересекает р. Иркут, автодорогу "Иркутск — Монды" на расстоянии 2,8 км от села Тибельти в сторону Монд. Далее, не доходя 600 м до отметки 1789 м, поворачивает на восток. С юга граничит со Слюдянским муниципальным образованием. Граница проходит по истоку р. Быстрая, вдоль р. Чернушка до Комаринского хребта. С восточной стороны граничит со Слюдянским и Култукским муниципальными образованиями. Граница проходит по Комаринскому хребту, вдоль р. Большой Бурутуй до границы с Шелеховским районом, на своём пути пересекает автодорогу "Иркутск - Монды" на расстоянии 11 км от посёлка Култук в сторону Монд и хребта Шаманская грива.

## Население
| 2010 | 2011 | 2012 | 2013 | 2014 | 2015 | 2016 |
| ---- | ---- | ---- | ---- | ---- | ---- | ---- |
| 643  | ↗644 | ↘639 | ↗657 | ↗658 | ↘648 | ↗651 |
| 2017 |      |      |      |      |      |      |
| →651 |      |      |      |      |      |      |

## Состав сельского поселения
В состав муниципального образования входят 2 населённых пункта :
| № | Населённый пункт | Тип населённого пункта          | Население |
| - | ---------------- | ------------------------------- | --------- |
| 1 | Быстрая          | деревня, административный центр | ↘421      |
| 2 | Тибельти         | село                            | ↗218      |